# USS Pomfret (SS-391)
Za druga plovila z istim imenom glejte USS Pomfret.
USS Pomfret (SS-391) je bila jurišna podmornica razreda balao v sestavi Vojne mornarice Združenih držav Amerike.
Med drugo svetovno vojno je podmornica opravila 6 bojnih patrulj.
1. julija 1971 so podmornico predali Turčiji, ki jo je odkupila 1. avgusta 1973; preimenovali so jo v TCG Oruçreis (S 337).